# Kecamatan Purwantoro (distrikt i Indonesien, lat -7,84, long 111,27)
Kecamatan Purwantoro är ett distrikt i Indonesien.   Det ligger i provinsen Jawa Tengah, i den västra delen av landet, 500 km öster om huvudstaden Jakarta.